# 皮特印度法案
《1784东印度公司法》（英語：The East India Company Act 1784），又称《皮特印度法案》（Pitt's India Act），是英国议会颁布的一项法令，旨在解决1773年调节法案的缺点，将英国东印度公司置于英国政府的控制下。皮特印度法案任命了一个控制董事会，并促成公司与王室共同管理英属印度。

## 背景
到1773年，东印度公司陷入了严峻的财政困境，要求英国政府的援助。面对其中包括在印度公司的官员腐败和裙带关系，英国政府在1773年颁布的调节法案，以控制东印度公司的活动。该法令设立了一个系统，据此监督（规管）的东印度公司的工作，但没有自己的权力。该法案已被证明是失败的，在短短几年内，英国政府决定对公司的事务采取更加积极的作用。

## 1784年法案的规定
六名成员组成一个理事会，其中有两名英国内阁成员，其余成员来自枢密院。董事会也有一个主席，很快他有效地成为东印度公司事务部长。董事会对所有的行为和有关民事，军事和公司收入的业务拥有权力和控制。
该公司的管委会减少至三个成员，总督有权否决多数决定。孟买和马德拉斯的管理者也被剥夺了他们的独立性。加尔各答在战争，税收和外交事务中被赋予更大权力，从而成为影响印度公司的财经的行政首都。
1786年通过了一项补充法，康沃利斯勋爵被任命为总督，他后来成为英属印度控制董事会和主席团授权下有效的统治者。皮特印度法案设立的宪法并没有发生任何重大变化，直到在1858年该公司在印度的统治结束。